# Phyllotocus gilvus
Phyllotocus gilvus är en skalbaggsart som beskrevs av Britton 1957. Phyllotocus gilvus ingår i släktet Phyllotocus och familjen Melolonthidae. Inga underarter finns listade i Catalogue of Life.